# Friauville
Friauville is een gemeente in het Franse departement Meurthe-et-Moselle (regio Grand Est) en telt 264 inwoners (1999).
De gemeente maakt deel uit van het arrondissement Briey en sinds 22 maart 2015 van het op die dag opgerichte kanton Jarny. Daarvoor hoorde het bij het kanton Conflans-en-Jarnisy, dat toen opgeheven werd.

## Geografie
De oppervlakte van Friauville bedraagt 6,4 km², de bevolkingsdichtheid is 41,2 inwoners per km².
De onderstaande kaart toont de ligging van Friauville met de belangrijkste infrastructuur en aangrenzende gemeenten.

## Demografie
De figuur toont het verloop van het inwonertal (bron: INSEE-tellingen).